# فيروس كورونا البشري OC43
فيروس كورونا البشري OC43‏ واختصارا (HCoV-OC43) هو فيروس ينتمي إلى النوع فيروس كورونا بيتا 1 الذي يصيب البشر والماشية. فيروس كورونا هذا المعدي هو فيروس رنا مفرد السلسلة موجب الدلالة مغلف ويدخل إلى الخلية المضيفة عبر الارتباط بالمستقبل N-أستيل-9-O-أستيل حمض النيورأمينيك. فيروس OC43 هو أحد سبع فيروسات معروف بأنها تصيب البشر، وهو أحد الفيروسات المسؤولة على الإصابة بالزكام. ويمكن أن يكون مسؤولا على جائحة 1889-1890. يملك -كغيره من الفيروسات التي تنتمي إلى الجنس بيتا، والجنيس Embecovirus- شوكة إضافية قصيرة تسمى إستراز الراصة الدموية.

## علم الفيروسات
حُددت أربع أنماط جينية لكوف-OC43 البشري (A حتى D)، مع كون النمط D نشأ من تأشيب جيني. يُظهر تسلسل الجينوم الكامل للنمطين الجينيين C وD وتحاليل المعلوماتية الحيوية أحداث تأشيب بين النمطين B وC في توليد النمط الجيني D. من بين 29 متحورا فيروسيا تم تحديده، لا أحد منها ينتمي إلى النمط الجيني A الأكثر قِدما. تُرجع تحاليل الساعة الجزيئية باستخدام جيني الشوكة والقفيصة النووية تاريخ أحدث سلف مشترك لجميع الأنماط إلى عقد 1950، وسلف النمطين B وC إلى عقد 1980، وظهور النمط B إلى عقد 1990 والنمط C إلى أواخر العقد 1990 وبدايات 2000. تم تحديد النمط الجيني المتأشب D بتاريخ أبكره 2004.
تشير مقارنة كوف-OC43 البشري مع فيروس كورونا البقري الذي ينتمي إلى النوع فيروس كورونا بيتا 1 قريب الصلة إلى أن أحدث سلف مشترك بينهما يعود تاريخه إلى أواخر القرن 19، مع عدة طرق مقارنة تقول بأن أكثر التواريخ احتمالا له هو 1890، ما جعل الباحثين يعتققدون أن انتقال [الإنجليزية] فيروس كورونا البقري إلى البشر قد يكون سبب وباء 1889–1890 الذي أرجع سببه آنذاك إلى الإنفلونزا. جلبت جائحة كوفيد 19 مزيدا من الأدلة على وجود صلة، حيث أن وباء 1889–1890 نتجت عنه أعراض أقرب إلى الأعراض الخاصة بكوفيد 19 (المرض الذي يسببه سارس-كوف-2 من جنس فيروس كورونا بيتا) منها إلى أعراض الإنفلونزا. يصف باحثون آخرون أن الدلائل على تسبب كوف-OC43 في تفشي 1889–1890 «ضعيفة» و«تخمينية».
أصل كوف-OC43 البشري غير مؤكد، لكن يُعتقد أنه قد يكون نشأ في القوارض ثم انتقل إلى الماشية كمضيفين وسطيين. يمكن أن يكون حدث حذف في فيروس كورونا البقري لظهور كوف-OC43 البشري وحدوث انتقال بين الأنواع من البقر إلى البشر.

## الإمراض
```
فيروس كوف-OC43 البشري من بين الفيروسات التي تسبب الزكام إلى جانب 
كوف-229E البشري
 وهو نوع في جنس 
فيروس كورونا ألفا
. يسبب كلا الفيروسان 
عداوى الجهاز التنفسي السفلي
 بما في ذلك 
ذات الرئة
 في الأطفال، وكبار السن والأفراد الذين لديهم 
نقص المناعة
 مثل أولئك الذين يخضعون 
للعلاج الكيميائي
 أو المصابين بمرض 
الإيدز
.
[
15
]
[
16
]
[
17
]
```

لو كان فيروس كورونا البشري OC43 حقا الممراض المسؤول على وباء 1889–1890 -الذي يشبه جائحة كوفيد 19-، فإن حدة المرض كانت أكثر تواترا والوفيات كانت أكثر عددا مما تم الإبلاغ به سابقا.

## علم الأوبئة
تنتشر فيروسات كورونا في جميع أنحاء العالم وتسبب 10–15% من حالات الزكام (الفيروس الذي عادة ما يسبب الزكام هو الفيروس الأنفي ويسبب 30–50% من الحالات). تُظهر الإصابات بالزكام نمطا موسميا حيث تحدث معظم الحالات في الشتاء في المناخ المعتدل، وفي الصيف والربيع في المناخ المداري.